# Bitwa pod Pułtuskiem (1920)
Bitwa pod Pułtuskiem – część Bitwy Warszawskiej. Walki polskiej grupy pułkownika Andrzeja Kopy z sowiecką 16 Dywizją Strzelców w czasie II ofensywy Frontu Zachodniego Michaiła Tuchaczewskiego w okresie wojny polsko-bolszewickiej.

## Sytuacja ogólna
W pierwszej dekadzie lipca 1920 przełamany został front polski nad Autą, a wojska Frontu Północno-Wschodniego gen. Stanisława Szeptyckiego cofały się pod naporem ofensywy Michaiła Tuchaczewskiego.
Naczelne Dowództwo Wojska Polskiego nakazało powstrzymanie wojsk sowieckiego Frontu Zachodniego na linii dawnych okopów niemieckich z okresu I wojny światowej.
Sytuacja operacyjna, a szczególnie upadek Wilna i obejście pozycji polskich od północy, wymusiła dalszy odwrót wojsk polskich.
1 Armia gen. Gustawa Zygadłowicza cofała się nad Niemen, a 4 Armia nad Szczarę.
Obrona wojsk polskich na linii Niemna i Szczary również nie spełniła oczekiwań. W walce z przeciwnikiem oddziały polskie poniosły duże straty i zbyt wcześnie rozpoczęły wycofanie na linię Bugu.
Plan polskiego Naczelnego Dowództwa zakładał, że 1. i 4. Armia oraz Grupa Poleska powstrzymają bolszewików i umożliwią przygotowanie kontrofensywy z rejonu Brześcia. Rozstrzygającą operację na linii Bug, Ostrołęka, Omulew doradzał też gen. Maxime Weygand.
Utrata Twierdzy Brzeskiej spowodowała, że plan Naczelnego Dowództwa Wojska Polskiego uderzenia znad Bugu w skrzydło wojsk Frontu Zachodniego Michaiła Tuchaczewskiego i rozegrania tam decydującej bitwy przestał być realny. Wojska polskie cofały się nadal, a kolejną naturalną przeszkodą terenową dogodną do powstrzymania sowieckiej ofensywy była Wisła.
Planując stoczenie generalnej bitwy z sowieckimi wojskami Frontu Zachodniego nad Wisłą, Józef Piłsudski nakazał utworzenie 5 Armii z zadaniem osłony północnego skrzydła frontu polskiego między granicą pruską a Bugiem. Armia ta miała prowadzić działania obronne, utrzymując przeprawy na Narwi i Orzycu oraz przeciwdziałać próbom marszu Armii Czerwonej ku dolnej Wiśle i Modlinowi, aż do momentu ruszenia polskiej kontrofensywy znad Wieprza.
Energiczne natarcie nieprzyjaciela zmusiło gen. Władysława Sikorskiego do rezygnacji z planowanej obrony na linii Narwi, Orzyca i oparcie się na Wkrze – ostatniej większej przeszkodzie wodnej przed Wisłą.

## Działania wojsk w rejonie Pułtuska
Po odwrocie znad Ojrzenia grupa pułkownika Andrzeja Kopy obsadziła odcinek frontu od  Gromina przez Moszyn i Kleszewo do Narwi. Stanowiska ogniowe artylerii rozmieszczone zostały na północ od Pułtuska. W odwodzie stanęły dwa bataliony 101 pułku piechoty i jeden batalion 4 pułku Strzelców Pomorskich.
10 sierpnia po południu na pozycje polskie uderzyła sowiecka 47 Brygada Strzelców i wyparła batalion zapasowy 33 pułku piechoty z Gromina.
Nad ranem 11 sierpnia II batalion zluzował wyczerpany walką III/101 pp, który przeszedł do odwodu grupy.
Około 9.00 sowiecka brygada wznowiła natarcie i uderzyła na pozycje II batalionu 101 pułku piechoty i V batalionu 157 pułku piechoty.
Walka „na bagnety” powstrzymała czerwonoarmistów, a Polacy obronili swoje stanowiska. Kolejne sowieckie ataki również nie uzyskały powodzenia. Obie strony poniosły wysokie straty, a wszystkie odwody Grupy związane zostały walką.
Kolejne sowieckie natarcie zepchnęło polskie pododdziały z pozycji obronnych, a te zaczęły się  cofać w kierunku Pułtuska. Na przedmieściu miasta natarcie Sowietów zostało zatrzymane.
W związku ze zmiana koncepcji obrony na linii Wisły i Wkry, gen. Antoni Baranowski wydał rozkaz grupie ppłk. Andrzeja Kopy zrealizować odwrót w kierunku na Winnicę.
Co prawda generał Władysław Sikorski zamierzał odzyskać odcinek frontu od Narwi do Pułtuska i dalej wzdłuż rzeki Orzyc do granicy z Prusami Wschodnimi, ale nie miał wystarczających sił na realizację tego zamiaru.
17 sierpnia, w ramach ofensywy 5 Armii gen. Władysława Sikorskiego znad Wkry, Pułtusk został wyzwolony przez 15 pułk piechoty mjr. Bolesława Zaleskiego.

## Bilans walk
W okresie walk na przedpolach Pułtuska Polacy ponieśli znaczne straty. 101 pułk piechoty, który przyjął na siebie główne uderzenie 47 Brygady Strzelców, stracił 2 oficerów i około 200 szeregowych.
Upadek Pułtuska spowodował, że zamierzone w tym rejonie ofensywne zgrupowanie oddziałów 5 Armii należało przesunąć na południe. Opuszczając Pułtusk, bolszewicy wywieźli z sobą burmistrza i wszystkich duchownych.
17 sierpnia, w czasie ofensywnych walki o Pułtusk, 15 pułk piechoty stracił trzech poległych i 29 rannych, zdobył jedno działo, kilka ckm i wziął do niewoli 46 jeńców.

W dowód wdzięczności magistrat miasta wręczył dowódcy pułku, majorowi Bolesławowi Zaleskiemu, dyplom obywatela honorowego miasta Pułtuska oraz adresowane do całego pułku pismo:

Salus Reipublicae suprema lex. Gnębieni przez 6 dni najazdem bolszewickim mieszkańcy miasta Pułtuska z wielką radością powitali dzień 17-go sierpnia 1920 r dzień oswobodzenia przez waleczny 15-y pułk piechoty. Wyrażając swą wdzięczność, składają podziękowanie temuż pułkowi, a dla uczczenia szczęśliwej chwili będą wyryte złotemi zgłoskami na marmurowej tablicy, umieszczonej w najwidoczniejszem miejscu, słowa wdzięczności i podziwu dla waleczności i bohaterstwa 15-go pułku piechoty.